# خانه دقیقی
خانه مرحوم دقیقی ماسوله مربوط به دوره پهلوی است و در شهرستان فومن، شهرک ماسوله واقع شده و این اثر در تاریخ ۲۵ اسفند ۱۳۸۰ با شمارهٔ ثبت ۵۳۶۵ به‌عنوان یکی از آثار ملی ایران به ثبت رسیده است.